# グレース・バンブリー
グレース・バンブリー (Grace Bumbry、1937年1月4日 - 2023年5月7日) は、アメリカ合衆国のメゾソプラノ歌手。

## 生涯
セントルイス出身。1960年にパリ・オペラ座で「アイーダ」のアムネリス役でデビュー。1961年にはバイロイト音楽祭で黒人初の歌手として出場した。1997年にオペラの舞台から引退し、後進の育成などに尽力。2009年には米国の文化や芸術に貢献した人や団体に贈られるケネディ・センター名誉賞を受賞した。2023年5月7日にウィーンの病院にて死去。86歳没。